# Lucas Jansz Sinck
Lucas Jansz Sinck (? — begraven Amsterdam, 10 november 1622) was een vermaarde Amsterdamse landmeter en cartograaf. De aan de Rozengracht woonachtige Sinck is bekend geworden door zijn kaarten van de Beemsterpolder, alsook vanwege zijn werkzaamheden voor de Derde Uitleg van de Amsterdamse grachtengordel. De Lucas Jansz Sinckbrug in de Amstel over de Keizersgracht is naar hem vernoemd.

## Kaarten

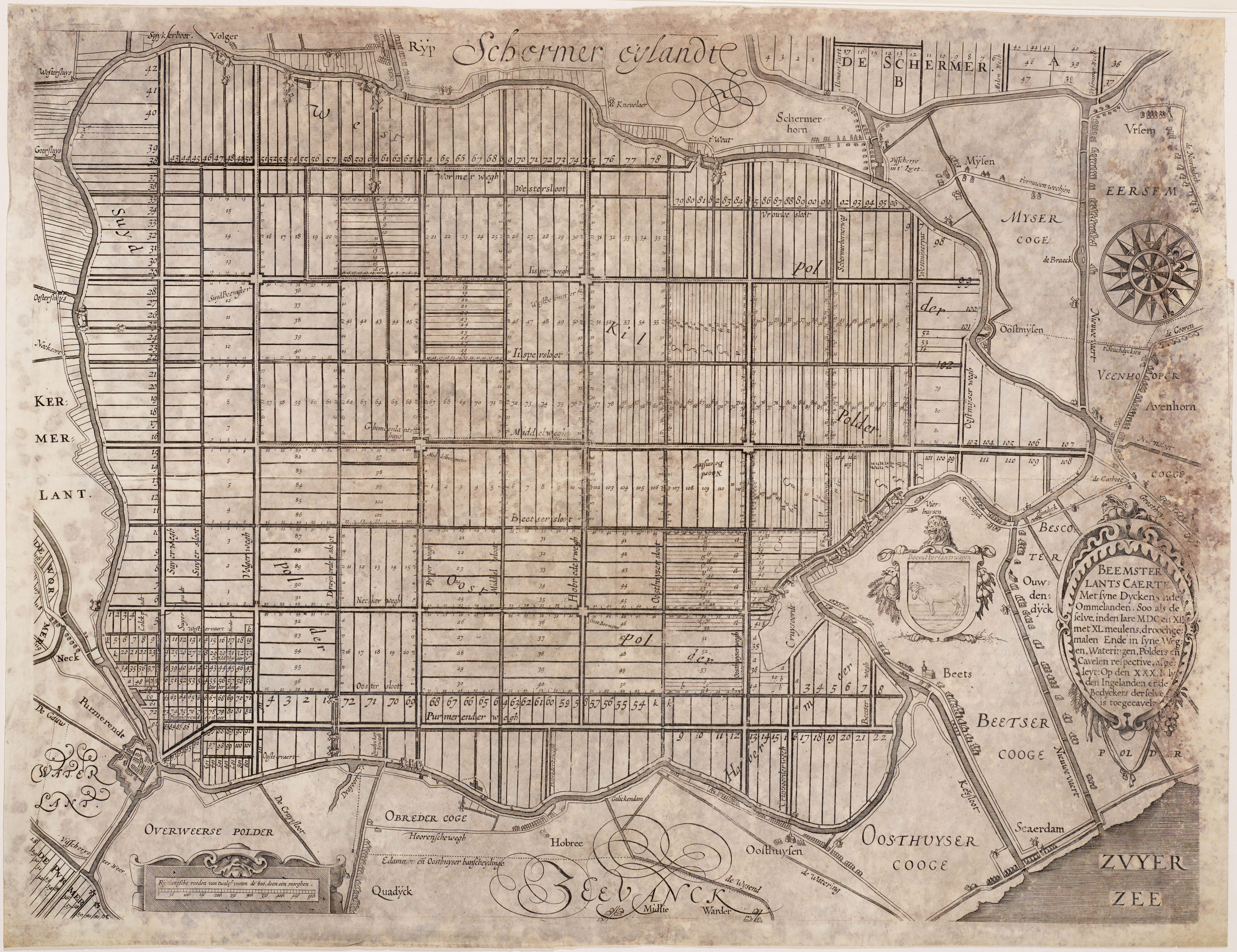
Kaart van de Beemster uit 1612
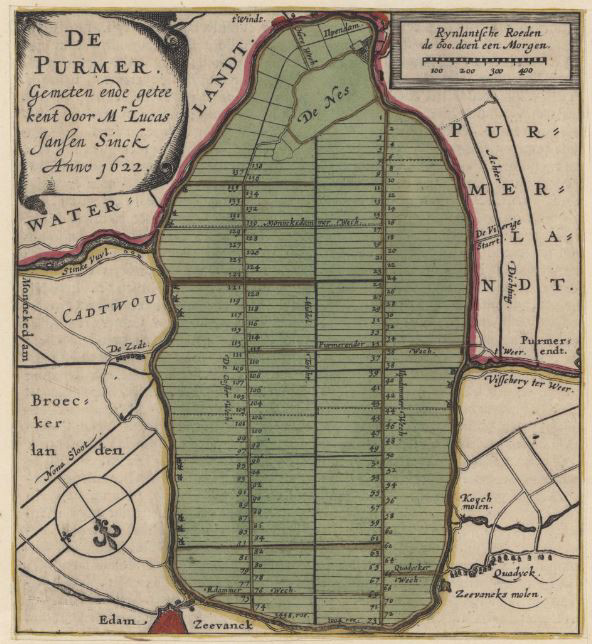
Een kaart uit 1622 van de Purmer

- Biblioteca Nacional de España: XX4860335
- Biografisch Portaal: 75279717
- Digitale Bibliotheek voor de Nederlandse Letteren: sinc003
- International Standard Name Identifier: 0000 0003 8519 2613
- Nederlandse Thesaurus van Auteursnamen: 069792488
- Système universitaire de documentation: 196685745
- Virtual International Authority File: 345144782721424231883
- WorldCat: E39PBJfRCrHckfV6bHDPXqgYfq